# 佛陀国际赛道
28°21′2″N 77°32′6″E / 28.35056°N 77.53500°E
佛陀国际赛道又称菩提国际赛道、布达国际赛道（英文：Buddh International Circuit）是位于印度北方邦大诺伊达的一条赛道，临近首都新德里。赛道举办的最著名赛事是自2011年开始进行的世界一级方程式锦标赛印度大奖赛。赛道于2011年10月18日正式启用，全长5.137公里，由设计过多条F1赛道的德国建筑家赫尔曼·提尔克（Hermann Tilke）规划建造。2012年9月，这一赛道还举办了世界超级跑车锦标赛GT1级别的赛事。2013年，世界摩托车锦标赛以及世界超级摩托车锦标赛也将在此举办分站赛事。

## 建设历程
2011年2月，一级方程式的管理者国际汽联宣布印度大奖赛将于同年10月30日举行。建设工程总花费约为100亿卢比（2亿1千五百万美元），建成一条长5.137公里，占地874英亩的赛道，设计者为赫尔曼·提尔克。赛道于举办首场比赛前两周，即2011年10月18日启用。赛道目前的设计可以容纳110,000名观众，远期将会扩容至200,000名的容量。同时，这条赛道是占地2,500英畝（10平方）的Jaypee Greens体育城的一部分。这座体育城还包括一座可容纳100,000人的板球场，一座18洞的高尔夫球场，一座可容纳25,000人的曲棍球场，以及一所计划中的体育学院。这项综合体育工程预计将花费400亿卢比(8亿2千万美元)，每年可以产生1亿7千万美元的利润，并创造10000个就业岗位。

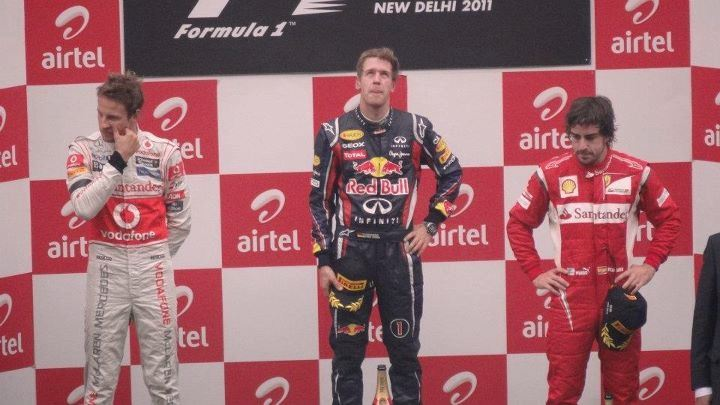
首次印度大奖赛的三甲

## 技术特性

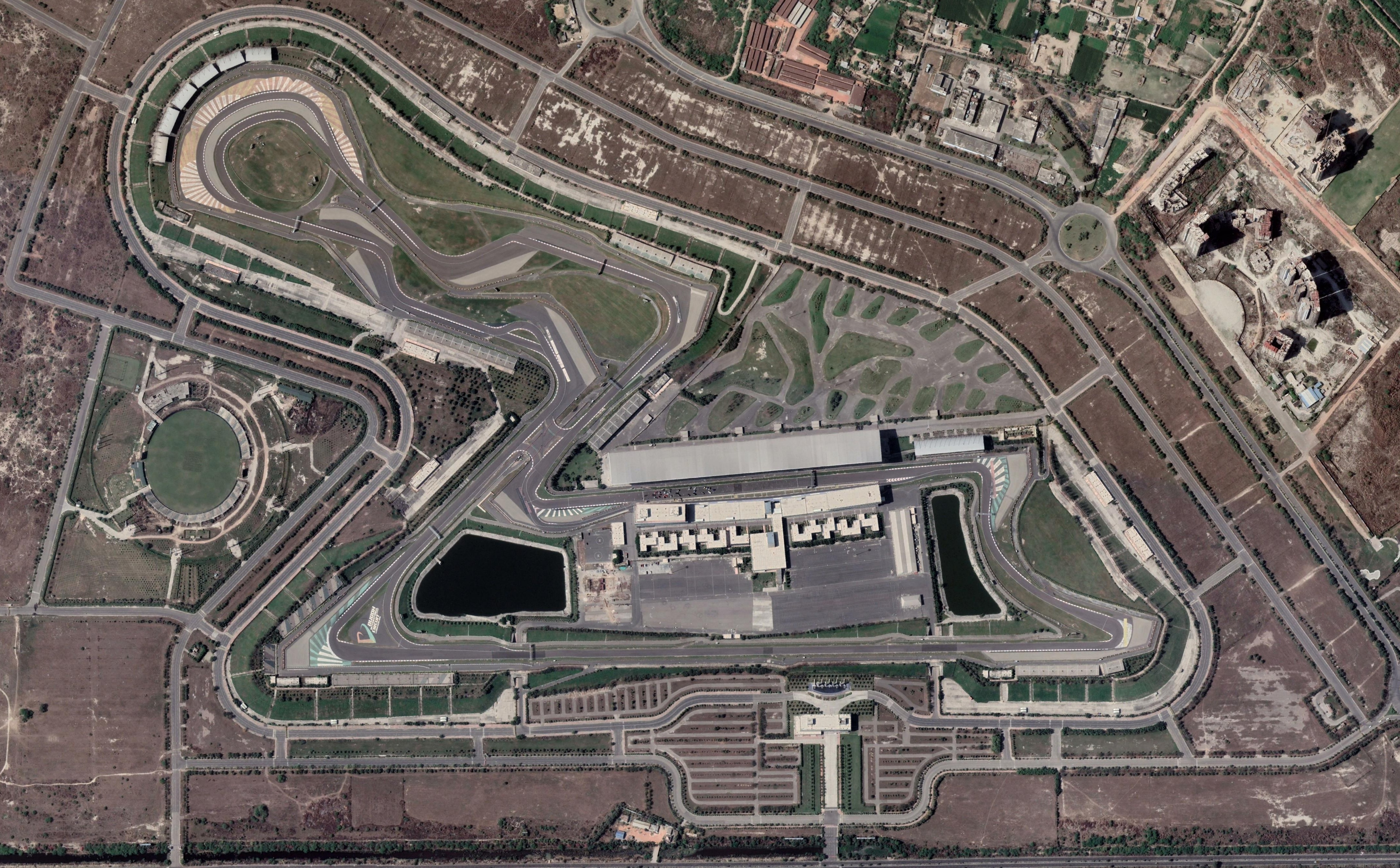
2021年时，佛陀国际赛道的空中俯视图

2010年4月，赛道设计被分发给各车队以获取改进建议，根据他们的反馈，赛道作出了一些小调整以增加超车机会。原计划在七号弯建设的发卡弯被取消，三号弯的赛道进行了拓宽以利于车手在过弯时选择不同的行车线路。同年8月，披露出的更多信息显示，这条赛道计划建成最具挑战的形式，包括高度差达14米的前三个弯角和一个倾斜的双顶点弯角。赛道上最引人注目的区域之一是从第十到第十二号弯的多顶点弯道。这个弯道与土耳其伊斯坦布尔赛道的八号弯类似，会带来相当高的轮胎负荷。但不同于八号弯的是，它的出弯区域狭窄，并且是一系列按顺时针顺序排布的右转弯。1060米长的直道是赛道中的主要超车点，也是F1中最长的直道之一。长达600余米的维修通道也在F1中位列前茅，这也使得车队的进站策略因为较长的进站时间而作出一些调整。
按照轮胎提供商倍耐力的预测，F1赛车将会以210.03千米/时的平均时速跑完长5137米的赛道，耗时1分27.02秒。在三号弯和四号弯之间的长直道尽头，赛车将会达到最高时速318千米/时。而在2011年印度大奖赛的排位赛上，塞巴斯蒂安·维特尔以1分24.178秒的成绩超过了上述预测圈速。最高速度则由哈伊梅·阿古尔苏阿里做出，为324.2千米/时。

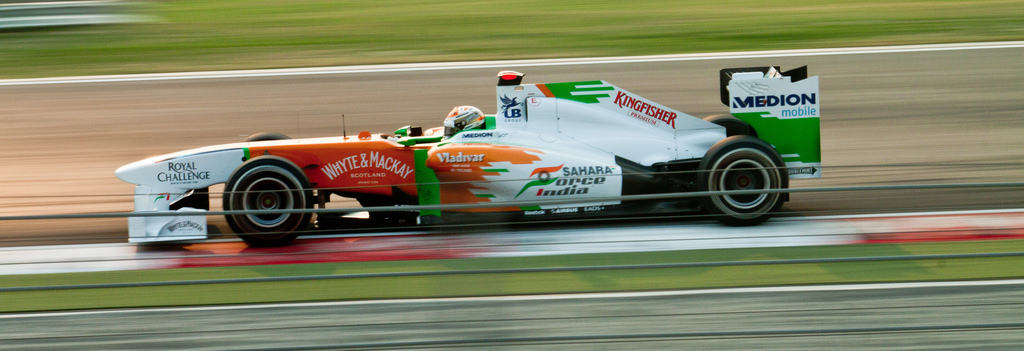
印度力量车队的赛车在赛道上飞驰

## 车手评价
佛陀赛道在车手中获得了正面的评价，其高速直道和具有挑战性的弯道组合得到赞扬。迈凯伦车队的路易斯·汉密尔顿称这条赛道可以比肩经典的斯帕赛道。比利时的斯帕赛道根据自然地貌设计了高速赛道及连续弯角，这在现代赛道设计中已经不常见了——建设者往往倾向于选择平整的地形以确保赛场外围的商业用地，而新建的佛陀赛道却再一次借助复杂的地形提升了赛道的挑战性。卫冕冠军塞巴斯蒂安·维特尔称赞这条赛道“通过高低起伏的变化带来了更多乐趣和挑战”。

## 命名与标志
这条赛道最初因其所有者捷披集团（Jaypee Group）命名为捷披国际赛道，而在2011年4月正式定名为佛陀国际赛道。据捷披国际运动公司（Jaypee Sports International）的首席执行官萨米尔·高尔（Sameer Gaur）称，“佛陀”来源于赛道所在地——大诺伊达附近的乔达摩菩提那加尔县的名称。该赛道的标志由“佛陀”英文首字母B组成，同时也模拟了赛道的形状，标志的橙、绿、白三色则来自于印度国旗的颜色。

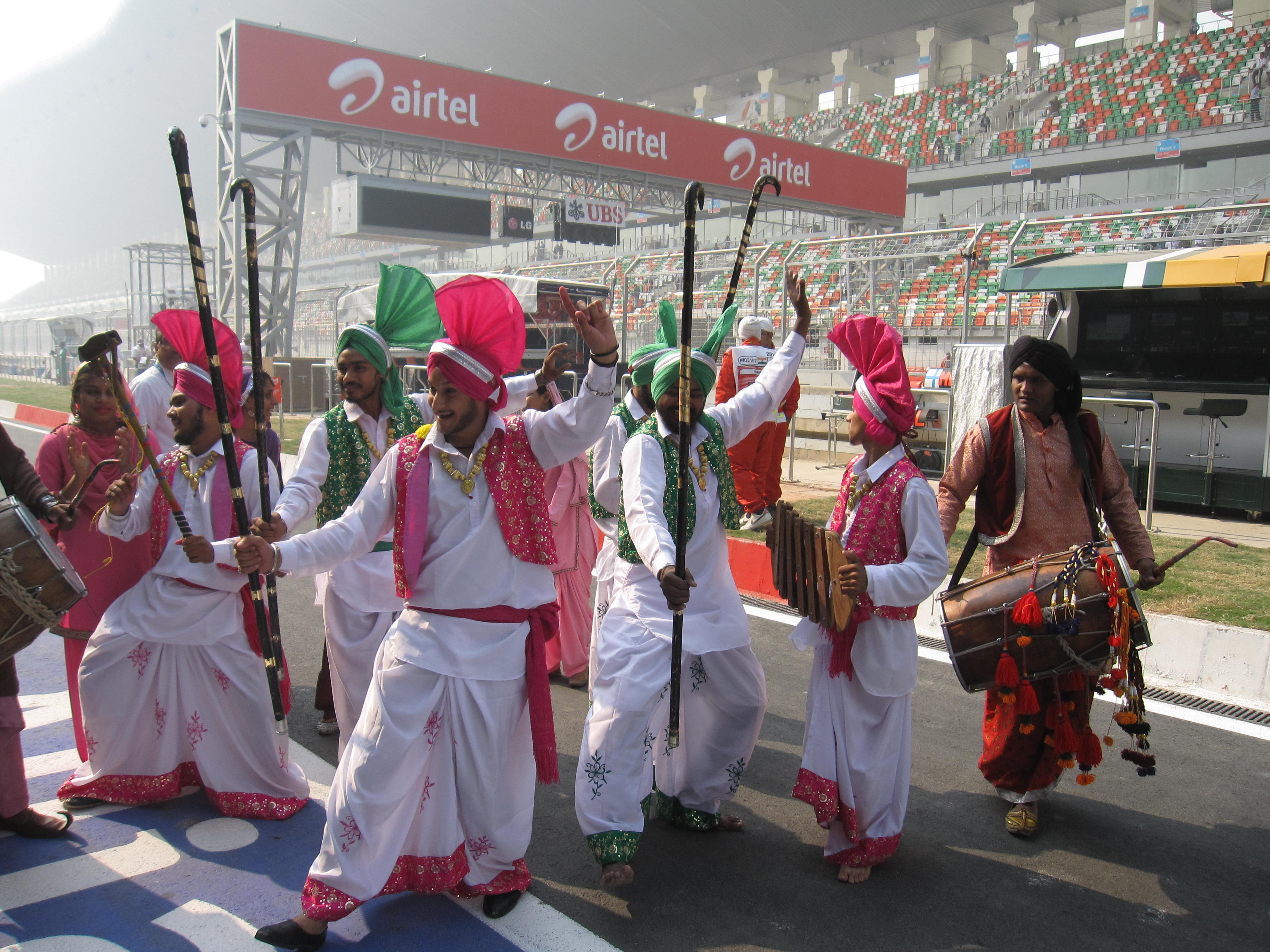
大奖赛开始前的游行表演

## 奖项
- 2011年度最佳赛车场
- 国际汽联最佳推广奖[24]